# Camarillo, California

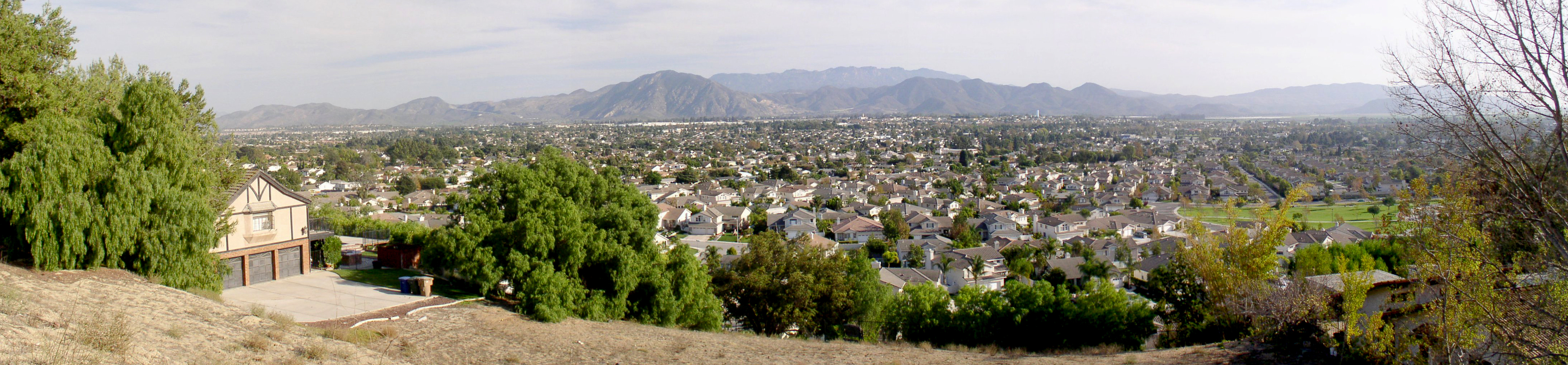
Toàn cảng Camarillo nhìn về đông nam

Camarillo là một thành phố tại quận quận Ventura, tiểu bang California, Hoa Kỳ. Thành phố nằm trong Vùng Đại Los Angeles. Dân số theo điều tra năm 2005 của Cục điều tra dân số Hoa Kỳ là 62.489 người, dân số theo điều tra năm 2010 là 65.201 người, diện tích là  km². 